# Apeadeiro de Francelos
O apeadeiro de Francelos (nome anteriormente grafado como "Francellos"), é uma gare ferroviária da Linha do Norte, que serve a localidade de Francelos, no concelho de Vila Nova de Gaia, em Portugal.

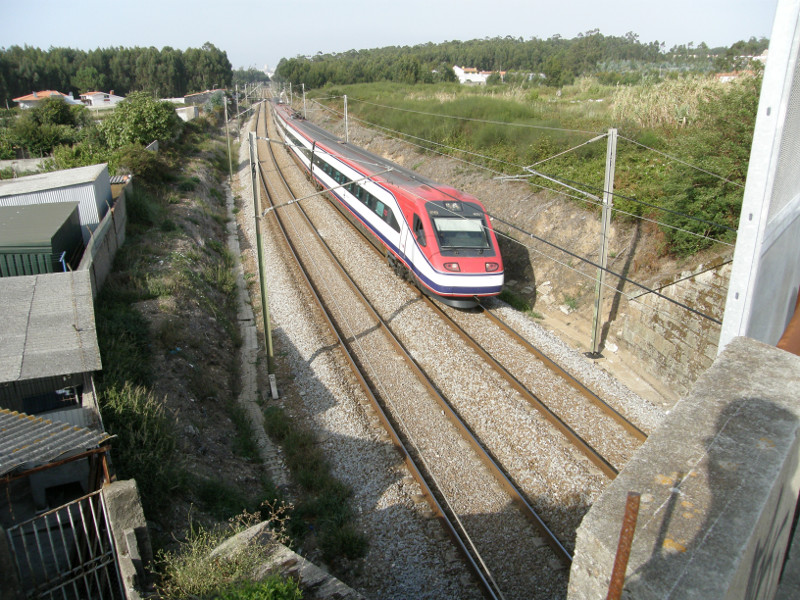
Vista sobre a Linha do Norte de uma ponte perto do apeadeiro, em 2011.

## Descrição

### Localização e acessos
Este apeadeiro situa-se junto à localidade de Gulpilhares, no concelho de Vila Nova de Gaia.

### Infraestrutura
Como apeadeiro numa linha de via dupla, esta interface apresenta-se nas duas vias de circulação (I e II) cada uma acessível por plataforma — ambas com de 150 m de comprimento e 90 cm de altura.

### Serviços
Em dados de 2023, esta interface é servida por comboios de passageiros da C.P. de tipo urbano no serviço “Linha do Aveiro”, tipicamente com 31 circulações diárias em cada sentido entre Porto - São Bento ou Porto-Campanhã e Aveiro ou Ovar; passam sem parar nesta interface 40 circulações diárias do mesmo serviço.

## História
Originalmente, o traçado planeado da Linha do Norte passava perto da Capela do Senhor da Pedra, seguindo junto à costa, mas o projecto foi modificado em 1861, fazendo-o transitar pelo interior, mais próximo de várias povoações naquela zona, incluindo Francelos.
Este apeadeiro insere-se no troço entre Vila Nova de Gaia e Estarreja, que foi inaugurado pela Companhia Real dos Caminhos de Ferro Portugueses em 8 de Julho de 1863.
Francelos é um dos interfaces da Linha do Norte a equipar com vias de resguardo para estacionamento / ultrapassagem no âmbito da iniciativa Ferrovia 2020.

## Leitura recomendada
- QUEIRÓS, Amílcar (1976). Os Primeiros Caminhos de Ferro de Portugal: As Linhas Férreas do Leste e do Norte. Coimbra: Coimbra Editora. 45 páginas
- RIBEIRO, Manuel; RIBEIRO, José da Silva (2008). Os Comboios em Portugal: Do Vapor à Electricidade. Volume 4 de 5. Lisboa: Terramar - Editores Distribuidores e Livreiros, Lda. 238 páginas. ISBN 9789727104161
- SALGUEIRO, Ângela (2008). A Companhia Real dos Caminhos de Ferro Portugueses : 1859-1891. Lisboa: Univ. Nova de Lisboa. 145 páginas